# SZIE Mezőgazdaság- és Környezettudományi Kar
A Szent István Egyetem gödöllői kampuszának hagyományait meghatározó Mezőgazdaság- és Környezettudományi Kar több mint félévszázados sikeres és eredményes múltra tekinthet vissza. Oktatói karának tudományos felkészültsége, az elméleti alapozó oktatás színvonala évtizedek óta a legjobb az országban, meghatározza a hazai agrármérnök-képzés kereteit.

## Története
Az agrárszakismeretek felsőfokú oktatása Magyarországon közel kétszáz éves múltra tekint vissza. A kor követelményeinek megfelelő, az egyes észak- és nyugat-európai országok mintájára létrehozandó önálló agrártudományi egyetem alapításának gondolata az 1900-as évek elején vetődött fel. Gróf Károlyi Mihály 1911-ben előterjesztett javaslata vált valóra, aki a mezőgazdasági és közgazdasági képzést egybekapcsolva kívánt új egyetemi kart létesíteni. Az agrártudományok egyetemi oktatása az első világháborút követően, a Budapesti Tudományegyetem Közgazdaságtudományi Karának Mezőgazdasági Osztályán kezdődött meg (1920). Ezt a képzési programot 1934-től a József Nádor Műszaki és Gazdaságtudományi Egyetem Mezőgazdasági és Állatorvosi Karának Mezőgazdasági Osztálya vette át. 1945-ben Budapest székhellyel és négy karral alapították meg az első önálló Magyar Agrártudományi Egyetemet, melynek célja és feladata az volt, hogy összefogja az ország öt városában működő mezőgazdaság-tudományi, állatorvos-tudományi, erdőgazdaság-tudományi, valamint kert- és szőlőgazdaság-tudományi karokat.
A Budapestről irányított országos agráregyetemi hálózat működtetését azonban számos probléma terhelte, ezért a vidéki osztályok, az állatorvos- és az erdőgazdaság-tudományi karok önálló főiskolákká alakultak át. A gyakorlati képzés feltételeinek biztosítása érdekében a Magyar Agrártudományi Egyetem Agronómiai, Állattenyésztési, Agrárközgazdasági és Gépesítési Karai – amelyeket később összevontak – 1950-től több lépésben átköltöztek Gödöllőre, a Premontrei Rend időközben megszüntetett Szent Norbert Gimnáziumának épületébe. 1951-től 1956-ig a nagyüzemi termelési ágazatok igényei szerint (növénytermesztés, állattenyésztés, ökonómia) több kar működött egymás mellett, majd 1957-ben a karok egyesültek Gödöllői Agrártudományi Egyetem néven.
Több mint félévszázados fejlődésének eredményeként a Gödöllői Agrártudományi Egyetem az ország legnagyobb agrárfelsőoktatási és kutatási intézményévé vált és meghatározó szerepet játszott a hazai agárkutatások számos ágazatában. A Mezőgazdaságtudományi Kar 1999-ben nevét Mezőgazdaság- és Környezettudományi Kar elnevezésre változtatta.

## A Kar vezetése
- Csányi Sándor (2008–2011)
- Dimény Judit (2000–2007)
- Heltai György (1997–1999)
- Sajgó Mihály (1994–1997)

## Oktatott szakok
A Szent István Egyetem Mezőgazdaság- és Környezettudományi Kara küldetésének tartja a tudományos és szakmai ismeretekre alapozott környezet- és embercentrikus élelmiszergazdasági szakemberek képzését. A kar az úgynevezett bolognai folyamat során fokozatosan átállt a hagyományos, egységes egyetemi képzésekről a lineáris, osztott képzésre. A tradicionálisan oktatott mezőgazdasági területek (állattenyésztés, növénytermesztés) mellett olyan új, az európai oktatásban már meghonosított és népszerűvé vált képzéseket is indít a Kar, mint például a vadgazdálkodás, vidékfejlesztés, kertészet, haltenyésztés, környezetgazdálkodás, vagy a mezőgazdasági biotechnológia.

### felsőfokú szakképzés
- Hulladékgazdálkodási technológus

### alapképzés (BSc)
- Állattenyésztő mérnöki alapképzési szak
- Kertészmérnöki alapképzési szak
- Környezetgazdálkodási agrármérnöki alapképzési szak
- Környezetmérnöki alapképzési szak
- Mezőgazdasági mérnöki alapképzési szak
- Növénytermesztő mérnöki alapképzési szak
- Természetvédelmi mérnöki alapképzési szak
- Vadgazda mérnöki alapképzési szak

### mesterképzés (MSc)
- Agrármérnöki mesterképzési szak
- Állattenyésztő mérnöki mesterképzési szak
- Környezetgazdálkodási agrármérnöki mesterképzési szak
- Környezetmérnöki mesterképzési szak
- Mezőgazdasági biotechnológus mesterképzési szak
- Növényorvosi mesterképzési szak
- Növénytermesztő mérnöki mesterképzési szak
- Ökotoxikológus mesterképzési szak
- Takarmányozási és takarmánybiztonsági mérnöki mesterképzési szak
- Természetvédelmi mérnöki mesterképzési szak
- Vadgazda mérnöki mesterképzési szak

## A doktori képzés
A karon három tudományágban (biológia, környezet- és agrártudomány), négy doktori iskola működik. A doktori iskolák szellemi és kutatási potenciálja, külföldön is elismert eredményei nagymértékben hozzájárultak a nemzetközi pályázatokon és együttműködésekben elért eredményeihez.

### SZIE MKK doktori iskolái
- Állattenyésztés-tudományi Doktori Iskola Archiválva 2011. január 21-i dátummal a Wayback Machine-ben (Iskolavezető: Dr. Mézes Miklós)
- Biológia Tudományi Doktori Iskola (Iskolavezető: Dr. Bakonyi Gábor)
- Környezettudományi Doktori Iskola (Iskolavezető: Dr. Heltai György)
- Növénytudományi Doktori Iskola (Iskolavezető: Dr. Heszky László)

## Intézetek
A Szent István Egyetem Mezőgazdaság- és Környezettudományi Kar szervezeti felépítése alapján az alábbi Intézetekben, Tanszékekben folyik az oktatói és kutatói munka: 

1. Állattudományi Alapok Intézet
- Állattani és Állatökológiai Tanszék
- Állatélettani és Állat-egészségtani Tanszék
- Takarmányozástani Tanszék

2. Állattenyésztés-Tudományi Intézet
- Szarvasmarha- és Juhtenyésztési Tanszék
- Állatnemesítési, Sertés-, Baromfi- és Hobbiállattenyésztési Tanszék

3. Genetika és Biotechnológiai Intézet

4. Növénytani és Ökofiziológiai Intézet

5. Növényvédelmi Intézet

6. Kertészeti Technológiai Intézet

7. VadVilág Megőrzési Intézet

8. Növénytermesztési Intézet

9. Környezettudományi Intézet
- Kémia és Biokémiai Tanszék
- Talajtani és Agrokémiai Tanszék

10. Környezet- és Tájgazdálkodási Intézet
- Agrár-környezetgazdálkodási Tanszék
- Halgazdálkodási Tanszék
- Környezetgazdaságtani Tanszék
- Környezetvédelmi és Környezetbiztonsági Tanszék
- Természetvédelmi és Tájökológiai Tanszék
- Területi Tervezési és Térinformatikai Tanszék

11. Kihelyezett tanszékek
Kihelyezett Génmegőrzési és Nemesítési Tanszék (KGNT), Háziállatcsoport (HÁSZ), KÁTKI, Gödöllő, Kultúrnövénycsoport (KUSZ), ABI, Tápiószele, Kihelyezett Ökotoxikológiai Tanszék (KÖTT), # Központi Élelmiszertudományi Kutatóintézet, Budapest (KERT), MTA Talajtani és Agrokémiai Kutatóintézet, Budapest (KÖTI), MTA Mezőgazdasági Kutatóintézete, Martonvásár (NTI), Mezőgazdasági Biotechnológiai Kutatóközpont, Gödöllő (GEBI), Gabonatermesztési Kutató Kht., Szeged (GEBI), Állattenyésztési és Takarmányozási Kutatóintézet, Herceghalom (ÁTTI), Matrica Múzeum, Százhalombatta, (KÖTI), MTA Növényvédelmi Kutatóintézet, Budapest (NVI)

## Nemzetközi kapcsolatok
A Mezőgazdaság- és Környezettudományi Kar fennállása óta nagy hangsúlyt fektet a nemzetközi vérkeringésben való aktív közreműködésre. Munkatársai számos nemzetközi fejlesztési projektben vettek részt a múltban, de ma is sok kutató és oktató szakismeretére tartanak igényt külföldi partnerintézmények. Jelenleg mintegy 80 ország kutatóintézetével, egyetemével van élő oktatási-kutatási kapcsolata a világ minden részéről.
Hallgatói számára adott a lehetőség külföldi egyetemeken való részképzésre, egy-két szemesztert tölthetnek a diákok a külföldi egyetemen, az ott hallgatott tárgyak visszajövetelük után az itthoni képzésben elismertethetőek. Kiemelendő az egyesült államok-beli Purdue Egyetemmel, a holland Wageningen Egyetemmel, a német Justus Liebig Egyetemmel, az osztrák Agrártudományi Egyetemmel való intenzív kapcsolat, amely eddig több száz hallgató számára tette lehetővé a külföldi tapasztalatszerzést. Segítséget nyújt hallgatóinak abban is, ha külföldi szakmai gyakorlaton szeretnének részt venni: Ausztriába, Hollandiába, az Egyesült Államokba, valamint a világ számos más országának mezőgazdaságába nyerhetnek betekintést.

## Egykori és jelenlegi híres diákjai, tanárai
- Ángyán József egyetemi tanár, az MTA doktora, szakállamtitkár (2010-2012)
- Bakonyi Gábor egyetemi tanár, MTA doktora
- Balázs Sándor Magyar Tudományos Akadémia rendes tagja
- Balla László növénynemesítő
- Barcsák Zoltán egyetemi tanár
- Barla-Szabó Gábor növénynemesítő, a United Seed tulajdonosa
- Bartosiewicz László agrármérnök, archeozoológus, szakíró, tanszékvezető egyetemi tanár
- Bedő Sándor egyetemi tanár
- Bedő Zoltán Magyar Tudományos Akadémia rendes tagja
- Béres József Széchenyi–díjas kutató, a " Béres csepp" feltalálója
- Birkás Márta egyetemi tanár, MTA doktora
- Blaskó Lajos tudományos főmunkatárs, az MTA doktora
- Bogenfürst Ferenc egyetemi tanár
- Bőhm István A SEFAG és a LÁBOD-MAVAD fővadásza, a hannoveri véreb hazai alkalmazásának egyik úttörője (nyugdíjas)
- Bross Péter Márton az Országos Magyar Méhészeti Egyesület elnöke
- Buchholcz Edit főszerkesztő, Magyar Mezőgazdaság
- Burgert Róbert mezőgazdasági mérnök, a mezőgazdasági tudományok doktora, állami díjas
- Csathó Péter Pál tudományos tanácsadó, kandidátus, az MTA Talajtani és Agrokémiai Kutatóintézetének munkatársa
- Csányi Sándor egyetemi tanár, dékán (SZIE-MKK 2008 - 2011)
- Csepi Lajos szakállamtitkár
- Deme Pál igazgató, Közép-tiszai Mezőgazdasági Rt.
- Dimény Imre Magyar Tudományos Akadémia rendes tagja, mezőgazdasági és élelmezésügyi miniszter ( 1967 - 1975)
- Dobos Károly egyetemi tanár
- Dohy János agrármérnök, a Magyar Tudományos Akadémia rendes tagja
- Dögei Imre szakújságíró, műsorvezető
- Dudits Dénes Magyar Tudományos Akadémia rendes tagja
- Eke István Főosztályvezető (FVM)
- Erdei Péter növénynemesítő , a Szegedi GKI igazgatója
- Fábián Gyula főiskolai tanár, tanszékvezető a Károly Róbert Főiskola (nyugdíjas)
- Fekete József egyetemi tanár, MTA doktora
- Galamb Gábor LÁBOD-MAVAD vezérigazgatója
- Glattfelder Béla európai parlamenti képviselő
- Göncz Árpád író, műfordító, köztársasági elnök (1990-2000)
- Győrffy Katalin Magyar Növényvédő Mérnöki és Növényorvosi Kamara elnöke
- Hadlaczky Gyula Magyar Tudományos Akadémia levelező tagja
- Hajós László egyetemi tanár
- Heszky László Magyar Tudományos Akadémia rendes tagja
- Holdas Sándor Fővárosi Állat - és Növénykert Főigazgatója (1978 -1987)
- Holló Sándor (főiskolai tanár) Egyetemi tanár
- Horn Artúr Magyar Tudományos Akadémia rendes tagja
- Horn Péter Magyar Tudományos Akadémia rendes tagja
- Hornok László Magyar Tudományos Akadémia rendes tagja
- Horváth Ádám Tévérendező, egyetemi tanár
- Hütter Csaba Mezőgazdasági és élelmezésügyi miniszter (1989-1990)
- Illés B. Csaba egyetemi tanár
- Ipsits Csaba Miklós Pioneer Hibreed Kft. Igazgatója
- Jolánkai Márton egyetemi tanár, MTA doktora
- Karsai József agrármérnök, gazdálkodó, Battonya polgármestere
- Király Zoltán Magyar Tudományos Akadémia rendes tagja
- Klement Zoltán Magyar Tudományos Akadémia rendes tagja
- Kozák János egyetemi tanár
- Kozma Pál kertészmérnök, ampelológus, szőlőnemesítő, a mezőgazdasági tudomány doktora, az MTA rendes tagja
- Lővei István Elitmag igazgatója
- Maróthy László Környezetvédelmi és Vízgazdálkodási Miniszter (1988 - 1990)
- Matolcsi János földművelésügyi miniszter (1955–1956), Mezőgazdasági Múzeum igazgatója (1957 - 1968)
- Matuz János Növénynemesítő, c. egyetemi tanár, a szegedi GKI volt igazgatója
- Menyhért Zoltán egyetemi tanár
- Mézes Miklós Magyar Tudományos Akadémia levelező tagja
- Michéli Erika egyetemi tanár, az MTA doktora
- Molnár József egyetemi tanár, a SZIE rektora (2004-2007)
- Nógrádi Zoltán polgármester, Mórahalom
- Pechtol János Országos Magyar Vadászkamra főtitkára
- Práger György szerkesztő-riporter, újságíró
- Raátz Elemér egyetemi főtitkár (GATE, SZIE)
- Radics László egyetemi tanár
- Romány Pál MTA doktora, mezőgazdasági és élelmezésügyi miniszter (1975–1980)
- Sári Enikő ügyvezető igazgató, Magyar Mezőgazdaság Kft.
- Sáringer Gyula Ede Széchenyi-díjas magyar agrármérnök, entomológus, ökológus, egyetemi tanár, az MTA rendes tagja
- Szabó Zoltán MGHSZ osztályvezető
- Székely Csaba egyetemi tanár, GATE rektora (1997 -2000)
- Szentpétery Zsolt egyetemi tanár
- Szijj József Fővárosi Állat- és Növénykert igazgatója (1987 - 1994)
- Sztrikinácz Sándor Bajai Mezőgazdasági Kombinát igazgatója
- Szundy Tamás kukoricanemesítő, az MTA Martonvásári Kutatóintézetének igazgatóhelyettese
- Thyll Szilárd egyetemi tanár
- Tomcsányi Pál Magyar Tudományos Akadémia rendes tagja
- Váczi Ernő agrármérnök, lótenyésztő
- Váncsa Jenő mezőgazdasági és élelmezésügyi miniszter (1980–1989)
- Várallyay György Magyar Tudományos Akadémia rendes tagja
- Vermes László egyetemi tanár
- Villányi László egyetemi tanár, dékán (SZIE-GTK 2004 - ...)